# Ловчанці
Ло́вчанці (болг. Ловчанци) — село в Добрицькій області Болгарії. Входить до складу общини Добричка.

## Населення
За даними перепису населення 2011 року у селі проживали 794 особи.
Національний склад населення села:
| Національність   | Кількість осіб | Відсоток |
| ---------------- | -------------- | -------- |
| болгари          | 320            | 59,3%    |
| цигани           | 116            | 21,5%    |
| турки            | 46             | 8,5%     |
| Всього відповіли | 540            |          |

Розподіл населення за віком у 2011 році:
Динаміка населення: